# Антоній (Абашидзе)
Схіархієпископ Антоній (в мантії Димитрій, у миру князь Давид Ілліч Абашидзе (груз. დავით ილიას ძე აბაშიძე); 12 жовтня 1867, Тифліська губернія — 1 листопада 1942, Київська область) — єпископ Православної російської церкви; з 25 червня 1912 року єпископ (з 6 травня 1915 року архієпископ) Таврійський та Сімферопольський, почесний голова Таврійського відділу Російських зборів

## Біографія
Давид Ілліч Абашидзе народився у родинному маєтку, в селі Веджіни, Сігнахського повіту Тифліської губернії. Належав до грузинського аристократичного роду: по батькові походив із князів Абашидзе, по материнській лінії був у спорідненості з княжим родом Багратіоні.

### Освіта
Навчався у Тифліській класичній гімназії, яку закінчив у 1888 році. У 1891 році закінчив юридичний факультет Новоросійського університету. 15 вересня 1891 року вступив до Київської духовної академії. 16 листопада 1891 року був пострижений з ім'ям Димитрій. 21 листопада висвячений у сан ієродиякона.
У 1896 році Абашидзе закінчив академію зі ступенем кандидата богослов'я. Він написав статтю «Православна Іверська Церква у боротьбі з мусульманством у XVII столітті». У тому ж році був висвячений в ієромонаха і з 16 серпня 1896 став викладати Святе Письмо в Тифліській духовній семінарії . Потім був інспектором: з 1897 — Кутаїській семінарії, з 1898 — Тифліської семінарії.
У 1900 році був призначений ректором Олександрівської духовної семінарії у сані архімандрита .
16 березня 1902 року імператор Микола II призначив архімандрита Димитрія єпископом Алавердським, другим вікарієм Грузинської єпархії.

### Єпископство
23 квітня 1902 року хіротонізований на єпископа Алавердського, вікарія Мцхето-Карталінської єпархії. Настоятель Тифліського Спасо-Преображенського монастиря, голова єпархіальної училищної ради.
З 4 листопада 1903 року — він — єпископ Гурійсько-Мінгрельський, настоятель Мартвільського Успенського монастиря.
З 16 червня 1905 — єпископ Балтський, вікарій Подільської єпархії.
З 20 січня 1906 — єпископ Туркестанський і Ташкнтський.
Добився повернення у відання Туркестанської єпархії храмів, переданих за його попередника санкт-петербурзькому військовому протопресвітеру. Об'їздив усі міста та селища краю, особисто займався будівництвом нових храмів, кількість яких при ньому збільшилася вдвічі (з 78 до 161). Заснував перший у Туркестані духовний друкований орган — журнал «Туркестанські єпархіальні відомості». З його ініціативи в єпархії почали проводитися з'їзди духовенства. Голова Місіонерського комітету, почесний голова Туркестанського товариства релігійно-морального просвітництва.
Складні особисті стосунки між єпархіальним керівництвом та туркестанською адміністрацією заважали розвитку церковної справи у краї. Преосвященний Димитрій, прийнявши в 1906 р. в управління Туркестанську єпархію, зумів за порівняно короткий період (1906—1910 рр.) встановити в єпархії нормальне життя і заслужити глибоку повагу з боку православного населення Туркестану. Він заснував друковане видання, скликав 1-й єпархіальний з'їзд духовенства, організував по парафіях товариства тверезості, касу взаємодопомоги, похоронну касу, релігійно-освітні товариства (у Ташкенті та у Вірному), пастирські збори, оживив церковне проповідництво у єпархії, соборні храми, відкрив багато парафій у містах та селах з достатнім матеріальним забезпеченням духовенства, підтримав православну місію, підняв освітній ценз духовенства залученням найкращих сил із Центральної Росії, порушив клопотання перед св. Синодом про відкриття духовної семінарії».
З 25 червня 1912 року Антоній — настоятель Корсунського Богородичного монастиря, голова Таврійської тюремної інспекції.
6 травня 1915 року Антоній був зведений у сан архієпископа
У 1915–1916 роках судновий священник на броненосці «Святий Пантелеїмон» Чорноморського флоту.
У 1917 році — став членом Помісного собору православної російської церкви, брав участь в 1-й сесії, голова XVIII, член II, III, V, VII, VIII відділів та соборної делегації до Московського військово-революційного комітету. 7 грудня 1917 року обраний заступником членів Святішого синоду.
В 1919 — один з організаторів і товариш голови Південно-Східного Російського церковного собору, голова I відділу «Про організацію ВВЦУ», в 1920 голова Тимчасового вищого церковного управління південного сходу Росії .
Після інсульта Антоній осліп на праве око. З 14 вересня 1921 року перебував на спокої у Топлівському Параскевіївському монастирі у Феодосійському повіті. У 1922 засуджений на рік примусових робіт, згодом амністований. 11 квітня 1923 року було заарештовано та вислано з Криму органами ГПУ. Він оселився в Китаївській пустелі при Києво-Печерській лаврі, а після її закриття мешкав на приватних квартирах.
Деякі дослідники вважають його разом із отцем Анатолієм Жураковським автором антисергіанського Київського звернення: «До дітей Руської Церкви»
В 1928 році був пострижений у велику схиму з ім'ям Антоній — на честь Антонія Печерського.
У 1933 році був заарештований і засуджений до 5 років ув'язнення умовно. Він мешкав на Козловській вулиці, поблизу Києво-Печерської лаври.
Антоній проводив таємні служби та висвячення. Його вважали духовним главою київської групи катакомбної церкви. Також він був організатором Грузинської катакомбної церкви і її першоєрархом з 1926 року до смерті.
У 1937 році вчинив таємне відспівування екзарха України митрополита Київського Костянтина (Дьякова), закатованого у в'язниці.
Після відкриття Лаври 27 вересня 1941 року після заняття Києва німцями, переселився туди. Він поселився у будинку колишнього охоронця Ближніх печер. Для нього було відновлено невеликий храм. З кінця 1941 року Антоній — заступник голови Архієрейського Собору автономної Української Церкви.
Помер 1 листопада 1942 року, похований за вівтарною стіною Хрестовоздвиженського храму лаври біля входу у Ближні печери . Владика повторював: «Єпископська влада дана мені не для того, щоб карати, а щоб прощати».

## Нагороди
- Орден Святого Володимира 3-го ступеня (1903)
- Орден Святої Анни 1-го ступеня (1908)
- Орден Святого Володимира 2-го ступеня (1911)
- Панагія на Георгіївській стрічці за бойові нагороди (1915)
- Орден Святого Олександра Невського з мечами (1916)

## Канонізація
21 червня 2011 року рішенням Священного синоду Української православної церкви канонізованийо як місцевошанований святий .
22 квітня 2012 року митрополит Київський Володимир (Сабодан) зарахував схиархієпископа Антонія до лику місцевошанованих святих Київської єпархії .